# Naked (motocicleta)

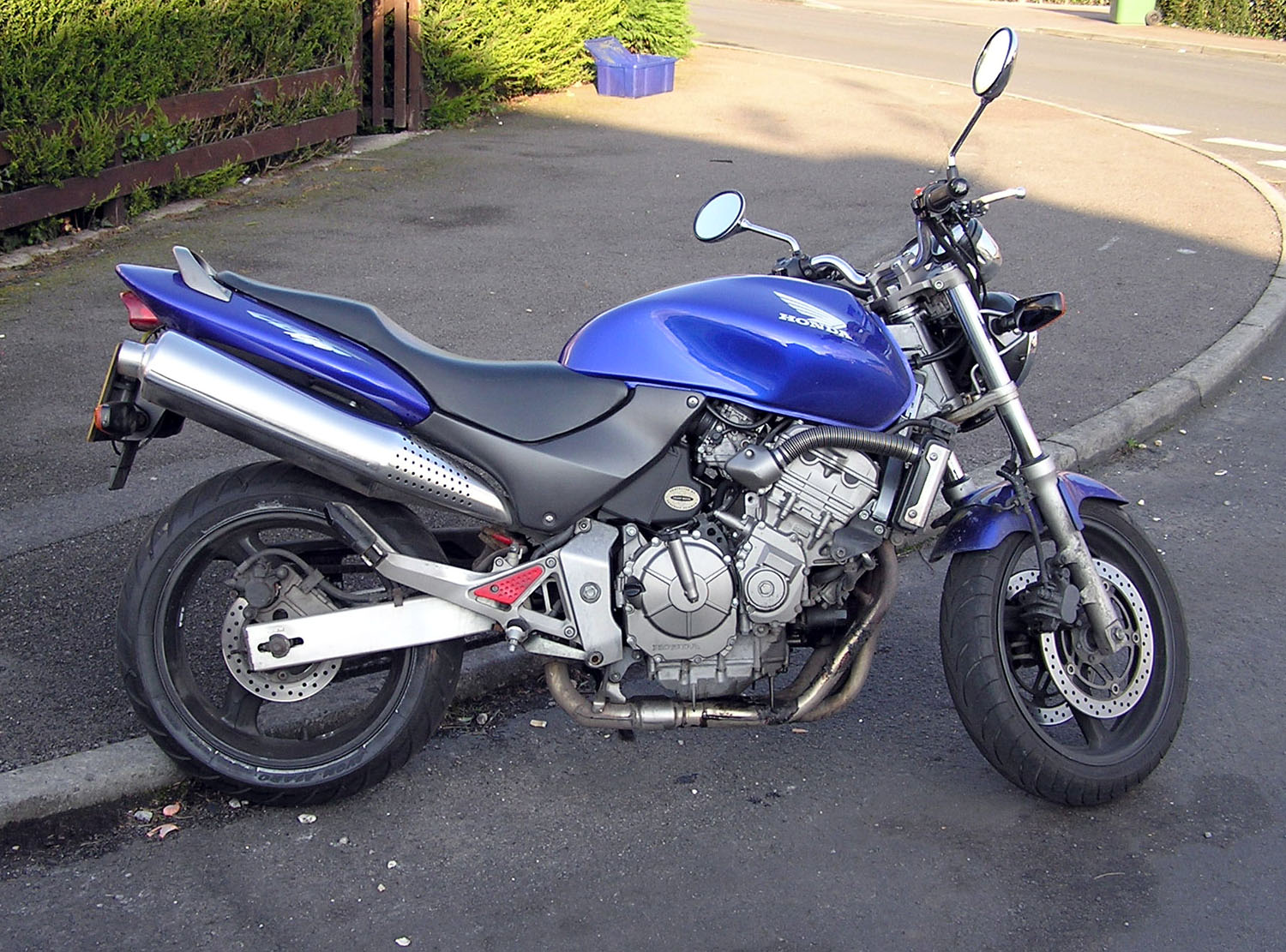
Honda CB600F Hornet, uma naked.

Naked (nua em inglês) é um tipo de motocicleta que originalmente necessitava de carenagem, mas que por questões estética e econômicas, manteve grande parte de sua mecânica descoberta.

## Descrição
As naked ("nuas"), são motos que têm bom desempenho (algumas de alta cilindrada) em relação ao motor e conjunto mecânico, mas modificadas para permitir uma posição de pilotagem menos deitado, e mais sentado, melhorando o conforto para condução em vias urbanas, com guidão mais alto do que nas esportivas, porém não possuem carenagem (que são caras e frequentemente são danificadas quando na condução em vias de muito tráfego). Com faróis redondos (ou não), e pneus esportivos, possuem design misto entre motos de passeio e motos esportivas. São mais adequadas que as esportivas para andar entre os carros na cidade, e apresentam bom desempenho nas estradas. O único inconveniente é a falta de proteção contra o vento (pela posição de pilotagem sentado) no caso das viagens. Existem no mercadobolhas e semi-carenagens para solucionar este problema, mas em sua maioria, pioram drasticamente o visual da moto.
Exemplos desta categoria incluem a ER-6n, Hornet, e a XJ6 N, Kasinski Comet 250 GT.

## Generalidades
A maioria da grande fabricantes de motocicletas como Aprilia, BMW, Ducati, Kawasaki, Yamaha, Bimota, KTM, Suzuki, Honda, Triumph, e Hyosung, produzem esse estilo de motocicleta em massa. Entretanto, dentro desse segmento podemos encontrar diferentes sub-estilos.
- Roadster: Naked de grande cilindrada e ligeiramente protegidas das correntes de vento, adaptada para viagem de grandes trajetos.
- Streetfighter: Naked de grande potência e performance, adaptada para rachas em áreas urbanas.
- Scrambler: Naked de estética clássica e vintage com rodas adaptadas ao off-road e de grande porte.